# Gülibik
Gülibik, auch Gülibik der Hahn, ist ein deutscher Kinderfilm von Jürgen Haase nach dem Buch von Çetin Öner aus dem Jahr 1984. 

## Inhalt
Der Film handelt von dem sechsjährigen in einem Dorf in Zentralanatolien lebenden Ali und seinem besten Freund, einem jungen Hahn namens Gülibik, mit dem er sich aufs innigste verbunden fühlt und Freuden wie Sorgen mit ihm teilt. Die traute Zweisamkeit der beiden hat jedoch ein jähes Ende, als die Familie unerwartet in finanzielle Not gerät und Alis Vater den Junghahn, nachdem Ali einen Verkauf des Tieres gerade noch verhindern kann, um an Geld zu kommen zum Kampfhahn ausbildet.

## Bedeutung
Das Buch Gülibik der Hahn, das auch in einer zweisprachigen Ausgabe vorliegt, wurde in Deutschland bereits ab 1977 in der interkulturellen Jugendarbeit mit deutschen und türkischen Kindern eingesetzt. Der 1984 veröffentlichte Fernsehfilm war laut Lexikon des internationalen Films in der Lage dem deutschen Publikum „die uns noch immer fremde Kultur türkischer Arbeitskollegen und Schulkameraden“ nahezubringen. 2002 wurde er erstmals auch im Kino gezeigt.

## Auszeichnungen
- Prädikat „besonders wertvoll“ der Filmbewertungsstelle Wiesbaden
- Internationales Film Festival von Berlin 
  - C.I.F.E.J. Award für Jürgen Haase